# Дакови-Сухе
Дакови-Сухе (пол. Dakowy Suche, нім. Greifenort) — село в Польщі, у гміні Бук Познанського повіту Великопольського воєводства.
Населення — 429 осіб (2011).
У 1975-1998 роках село належало до Познанського воєводства.

## Демографія
Демографічна структура станом на 31 березня 2011 року:
|          | Загалом | Допрацездатний вік | Працездатний вік | Постпрацездатний вік |
| -------- | ------- | ------------------ | ---------------- | -------------------- |
| Чоловіки | 196     | 43                 | 142              | 11                   |
| Жінки    | 233     | 64                 | 132              | 37                   |
| Разом    | 429     | 107                | 274              | 48                   |